# Ripley (Kalifornien)
Ripley ist ein Census-designated place im östlichen Riverside County im US-Bundesstaat Kalifornien. Das U.S. Census Bureau hat bei der Volkszählung 2020 eine Einwohnerzahl von 538 ermittelt. Er liegt an der California State Route 78 zwischen Palo Verde und Blythe. Die Gegend wird vornehmlich landwirtschaftlich genutzt, die Bewässerung erfolgt über den Colorado River.

## Geografie
Ripley befindet sich im äußersten Südosten des Riverside Countys in Kalifornien. Die Siedlung gehört zum Palo Verde Valley und liegt südlich der größeren Stadt Blythe, dicht am Colorado River und der Grenze zu Arizona.
Mit einer Fläche von ungefähr 4,4 km², die sich vollständig aus Land zusammensetzt, beträgt die Bevölkerungsdichte 122 Einwohner pro Quadratkilometer. Das Ortszentrum liegt auf einer Höhe von 76 Metern.
Die Bewässerungslandwirtschaft hat einen hohen Stellenwert für die Ortschaft.

## Geschichte
Der Ort entstand im Zuge der Bauarbeiten an einer Eisenbahnstrecke, die von Blythe aus entstand. Er wurde nach dem ehemaligen Präsidenten der Atchison, Topeka and Santa Fe Railway Edward Payson Ripley benannt. Die ursprünglichen Pläne, die Gleise um hundert Kilometer nach Südwesten zur Hauptstrecke der Southern Pacific Transportation auszudehnen, wurden später verworfen. Die Siedlung sollte daraufhin in einen Erholungsort umgestaltet werden, jedoch wurde das Tal einige Jahre später überflutet und die Siedlungen weitgehend zerstört. Heute befindet sich ein alter Wasserturm als historisches Relikt in Ripley.
In der Mitte des Palo Verde Valleys gelegen, war Ripley bis in die frühen 1930er Jahre der Ort im Tal, der sich am erfolgreichsten entwickelte. Der Bau der U.S. Highways 60 und 70 durch den Nachbarort Blythe brachte den Niedergang Ripleys mit sich. Ab den 1960er Jahren gab es in Ripley nur noch ein Geschäft, das als Kaufhaus und Lebensmittelmarkt gleichzeitig die Farmer im südlichen Palo Verde Valley versorgte. Dieser Laden wurde in den 1980er Jahren ausgeraubt und in Brand gesteckt und seitdem nicht mehr wiedererrichtet.

## Politik
Ripley ist Teil des 28. Distrikts im Senat von Kalifornien, der momentan vom Demokraten Ted W. Lieu vertreten wird. In der California State Assembly ist der Ort dem 56. Distrikt zugeordnet und wird somit vom Demokraten V. Manuel Pérez vertreten. Auf Bundesebene gehört Ripley Kaliforniens 36. Kongresswahlbezirk an, der einen Cook Partisan Voting Index von R+1 hat und vom Demokraten Raul Ruiz vertreten wird.